# Flauto traverso (registro d'organo)
Il flauto traverso è un particolare registro dell'organo.

## Struttura
Il registro di flauto traverso è conosciuto con parecchi nomi, fra i quali i più comuni sono flauto traversiere, flauto boemo, flauto tedesco, flauto viennese, querflöte. Come suggerito dal nome, il registro imita il suono dell'omonimo strumento.
Per la realizzazione dei primi esemplari di questo registro ad anima, che apparve intorno al 1610, vennero utilizzate canne tappate e semitappate,  ma, nel corso dei secoli, l'arte organaria preferì successivamente realizzarlo con canne aperte, in legno o in metallo, al fine di ottenere un timbro migliore. Il suo suono è dolce e brillante, adatto alle tessiture più acute.
È possibile trovarlo nelle misure da 16', 8', 4' e 2'.